# Ragnvald Bliks
Ragnvald Bliks (Oslo, 12. septembar 1882 – Kopenhagen, 2. maj 1958) bio je norveški ilustrator i urednik časopisa. Poznat je po svojim antinacističkim crtežima iz Drugog svetskog rata.
Ragnvald Bliks je rođen u Oslu, kao sin ministra Eliasa Bliksa (1835-1902). Bliks je bio potpuno samouk umetnik. Veći deo svog života je proveo u inostranstvu, iako je zvanično bio norveški državljanin.
Bliks je bio urednik satiričnog časopisa Tirihans 1901. godine. Od 1904. radio je za pariski list Le Žurnal. Radio je ilustracije i za minhenski časopis Zimplicimus od 1908. do 1918. godine i uređivao časopis Eksleks od 1919. do 1920. godine. Tokom Drugog svetskog rata je bio poznat po svojim satiričnim crtežima u švedskom antinacističkom listu Geteborgs Hendelsoh Zjefartštiding, pod imenom "Stig Hok”. Njegovi ratni crteži su objavljeni u kolekcijama Stig Hok 1942–44 (1944) i De fem arene (1945).

## Spoljašnje veze
- „Gisler skal eksekveres”. Архивирано из оригинала 11. 11. 2013. г. Приступљено 25. 01. 2016. From the collection De fem årene, reprinted in Norsk krigsleksikon 1940-45
- Family Genealogy (vestraat.net)